# مینی دورو
مینی دِوِرو (انگلیسی: Minnie Devereaux؛ ‏حوالی ۱۸۶۹–۱۹۲۳) بازیگر اهل ایالات متحده آمریکا بود.
از فیلم‌هایی که وی در آن‌ها نقش داشته‌است، می‌توان به قهقه‌های مینی و چاقالو اشاره نمود.